# Diplotoxa inclinata
Diplotoxa inclinata är en tvåvingeart som beskrevs av Becker 1912. Diplotoxa inclinata ingår i släktet Diplotoxa och familjen fritflugor. Inga underarter finns listade i Catalogue of Life.